# Législature d'État du Maine

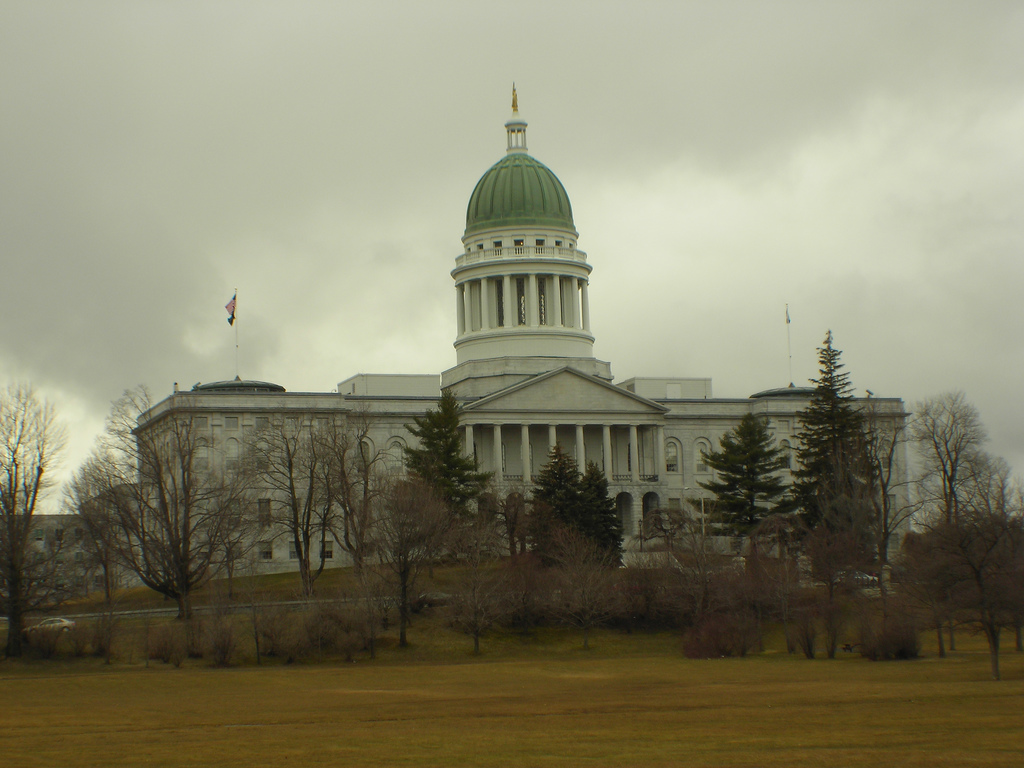
Capitol du Maine où siège la législature de l'État.

La législature d'État du Maine (Maine Legislature) aux États-Unis d'Amérique se présente sous la forme d'un parlement bicaméral composé d'une chambre basse (la chambre des représentants du Maine de 151 élus) et d'une chambre haute (le Sénat du Maine de 35 élus).
Depuis 1832, le parlement du Maine siège au Capitole situé à Augusta.

## Qualifications
Tout parlementaire doit avoir au moins 21 ans, être citoyen américain depuis au moins 5 années, résident de l'État du Maine depuis au moins une année, résident du district électoral dans lequel il s'est présenté pour être élu depuis au moins 3 mois et y résider durant son mandat. 
Les parlementaires des deux chambres sont élus pour un mandat de 2 ans renouvelables, limités à 4 mandats consécutifs. 

## Histoire
Durant la session 2007-2009, les deux chambres sont dominées par les élus du parti démocrate. À la suite des élections du 2 novembre 2010, la majorité des deux chambres a basculé dans le camp des républicains permettant à ces derniers de dominer, pour la première fois depuis 1966, à la fois l'exécutif et la législature de l'État. De janvier 2011 à janvier 2013, la chambre basse est dominée par 77 républicains face à 73 démocrates et un indépendant tandis que le Sénat de 35 membres sera dominé par 20 républicains face à 14 démocrates et un indépendant. Le parti démocrate reprend la majorité à la Chambre des représentants et au Sénat lors des élections de 2012.

## Pouvoirs
En tant que pouvoir législatif de l'État du Maine, les législateurs proposent et votent les lois. 
Ils peuvent outrepasser un veto du gouverneur en réunissant 2/3 de leurs suffrages dans chaque chambre. 
Ils peuvent proposer des amendements constitutionnels selon les critères de majorité qualifiée (2/3 des voix dans chaque chambre) qui devront être ensuite approuvées par les électeurs du Maine au cours d'un référendum.
Contrairement à d’autres États, la législature est chargée de l’élection du procureur général, du trésorier de l’État et du secrétaire d’État. Dans la plupart des États, ces postes politiques sont pourvus soit par des nominations du gouverneur, soit par une élection populaire.  